# Cantoamérica

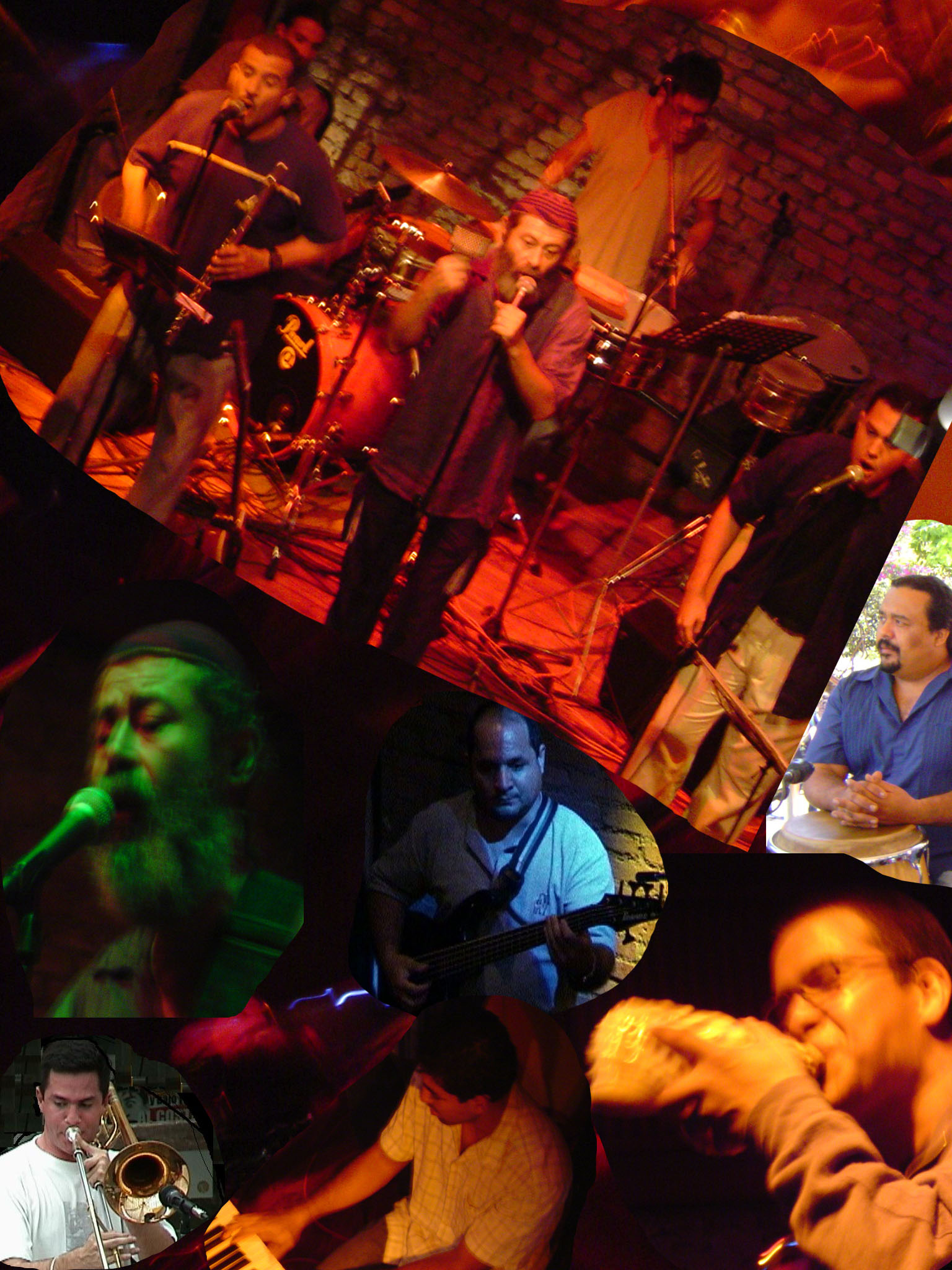
Collage de fotos de Cantoamérica

Cantoamérica es un grupo de música costarricense cuyo repertorio se basa en la herencia afrocaribeña y las influencias de la diáspora africana en Costa Rica. Su acción pionera en la revitalización del calypso limonense lo colocan como uno de los grupos más importantes en el medio musical y cultural de su país. Cantoamérica ha llevado a cabo unas veinte giras internacionales a países de Norte, Centro y Sur América, Europa y Asia. Su música se ha escuchado en festivales de la talla de Vancouver Folk Music Festival, Paul Masson Summer Series, Ollin Kan, Cabrillo Music Festival.

## Historia y música
Se funda en San Pedro de Montes de Oca, Costa Rica en 1980.
Sus integrantes originales son Manuel monestel , Rodrigo Salas, Bernal Monestel, Carlos Saavedra y Roberto Huertas.
En 1982 realiza su primera grabación con el álbum Seguirá el Amor. Posteriormente vendrán 11 discos más a lo largo de 28 años de trayectoria.
Su música se inspira en la cultura afrocaribeña de Costa Rica con énfasis en el calypso y sus figuras destacadas como Walter Ferguson, Herberth Glinton, Cyril Silvan y Papa Tun.
Su repertorio se construye a partir de versiones actualizadas de calypso limonense y de creaciones de su director Manuel Monestel. Dicho repertorio está impregnado de diversas sonoridades y ritmos caribeños y sus textos reflejan los distintos rasgos de identidad de Costa Rica en sus componentes afrodescendientes, indígenas y europeos.
Por Cantoamérica han pasado los mejores músicos actuales del país incluyendo figuras como Edín Solís y Carlos "Tapado" Vargas de Editus.
En sus participaciones en festivales y giras internacionales Cantoamérica ha interactuado con Silvio Rodríguez, Mercedes Sosa, Chico Buarque, Pablo Milanés, Roberto Carlos, Carlos Varela, Jaime Roos, Daniel Viglietti, Andy Palacio, Pete Seeger, Síntesis, Maldita Vecindad, Guillermo Anderson, Gabino Palomares, Tito Fernández El Temucano, Duo Guardabarranco, Luis Enrique Mejía Godoy, Quilapayún, Phillip Glass, Manuel Obregón, Malpaís, Lord Protector, Piero, Esteban Monge, Guadalupe Urbina, Oscar Chaves y Quinteto Tiempo, entre otros.

## Discografía
- Seguirá el Amor (Kaiso Music, 1982)
- Haciendo el Día (Pentagrama, 1985)
- Cantoamérica (Nord/Sud Records, 1986)
- Buscando esa Bella Flor (Kaiso Music, 1988)
- Canto de la Tierra (Kaiso Music, 1990)
- Por la Calles de la Vida (Kaiso Music, 1995)
- Aribarumba (Kaiso Music, 1997)
- Calypsonians (Kaiso Music, 1999)
- Palale Pot (Kaiso Music, 2002)
- Vamos Cantoamérica (DYM, 2003)
- Cantoamérica, 25 Años (Kaiso Music, 2006)
- Vientos del Caribe (Papaya Music, 2007)
- Vuela otra vez (2015)

## Discos con otros artistas
- La nueva Canción Costarricense (MCJD, Costa Rica, 1982)
- Festival por la Paz Oloff Palme (Costa Rica, 1986)
- Música Afro-antillana (PENTAGRAMA, México, 1990)
- Costa Rica Sampling (Costa Rica, The Mix, 1995)
- Canto Por la Esperanza y la Vida (PENTAGRAMA, México, 2002)
- Festival AMUBIS (Costa Rica, 2002)
- Vamos Football (DYM, Alemania, 2006)
- Salón Tropical (Papaya Music, 2006)
- Beginners Guide to World Music (Nascente, Inglaterra, 2006)